# 90 aC
L'any 90 aC va ser un any del calendari romà prejulià. En aquell temps, era conegut com a any del consolat de Juli i Llop (o, més rarament, any 664 ab urbe condita o de la fundació de la ciutat). L'ús del nom «90 aC» per referir-se a aquest any es remunta a l'alta edat mitjana, quan el sistema Anno Domini va ser el mètode de numeració dels anys més comú a Europa.

## Esdeveniments

### Bitínia
- Nicomedes IV rei de Bitínia, és derrotat pel seu germà Sòcrates en una batalla que havia instigat el rei del Pont Mitridates VI Eupàtor, desitjós d'expandir el seu territori. Nicomedes, protegit dels romans, ha de fugir a Roma.[2]

### República Romana
- Luci Juli Cèsar i Publi Rutili Llop són elegits cònsols.[3]
- Esclata la Guerra social entre Roma i un grup d'aliats itàlics (socii, d'aquí el nom del conflicte[4]) es va revoltar contra Roma, per no haver pogut aconseguir la ciutadania romana.[5]
- Publi Rutili Llop té com a legats a la guerra a Gai Mari i a Gneu Pompeu Estrabó, i Luci Juli Cèsar a Luci Corneli Sul·la i a Tit Didi.[6]
- Rutili Llop s'enfronta a l'enemic, que havia pres posicions a la vora del riu Liris sota comandament de Veti Escató i divideix el seu exèrcit en dos cossos, un dirigit per ell mateix i un altre per Mari. Posa dos ponts al riu sense trobar resistència. Escató, de nit es col·loca davant de Llop i quan aquest creua el riu l'ataca, i els romans perden vuit mil homes (11 de juny).[7] Rutili Llop mor poc després de les ferides rebudes. No s'elegeix un cònsol successor, perquè el seu col·lega no pot anar a Roma per dirigir els comicis.[6]
- Luci Juli Cèsar  ataca als samnites, però és derrotat pel general Vetti Cató i fuig a Esèrnia que llavors era lleial al govern de Roma. Amb reforços de gals i númides inicia l'ofensiva i derrota l'enemic a Acerrae a la Campània. Però deserten molts númides i com que sospita de la seva lleialtat envia a la resta a Àfrica. Papi Mutil, el general italià enemic, ataca el campament de Cèsar, però és rebutjat i perd sis mil homes. La victòria no té resultats importants i Cèsar es retira d'Acerrae sense aconseguir aixecar el setge i al tornar a aquesta zona, és derrotat amb fortes pèrdues per Mari Egnaci.[6]
- Aquestes derrotes, la por d'una guerra amb Mitridates VI Eupator i el perill de revolta dels seus aliats fan que Cèsar promogui una llei que garanteix la ciutadania romana als llatins i als aliats que són fidels a Roma, la llei Lex Julia de Civitate, amb un pacte pel qual la ciutat que no volgués la ciutadania hi podia renunciar, i podria segur com a estat federat.[8]
- Ciceró comença a servir a l'exèrcit romà a l'inici de la guerra social. Està a les ordres de Pompeu Estrabó i després de Sul·la.[9]

## Naixements
- Aulus Hirci, polític i historiador romà (data aproximada).[10]
- Diodor de Sicília, historiador grec. (data aproximada).[11]